# Велика Пиня
Велика Пиня — річка в Україні, у Свалявському районі Закарпатської області. Права притока Пині (басейн Тиси).

## Опис
Довжина річки 12 км, похил річки — 49 м/км. Формується з багатьох безіменних струмків. Площа басейну 51,9 км².

## Розташування
Бере початок в селі Плоске. Тече на південний схід і в селі Поляна впадає у річку Пиню, праву притоку Латориці. Населені пункти вздовж берегової смуги: Павлово, Яківське.

## Притоки
- Шипіт (ліва); Ростока, Луг (праві).